# Ink (Coldplay)
Ink is een nummer van de Britse band Coldplay uit 2014. Het is de vijfde single van hun zesde studioalbum Ghost Stories.
Het nummer had weinig succes. Zo haalde het in het Verenigd Koninkrijk maar de 156e positie. Mede doordat Radio 538 het eind 2014 tot Alarmschijf verkoos werd de Nederlandse Top 40 wel gehaald met een 29e positie. In Vlaanderen kwam het terecht op nummer 4 in de Tipparade.